# Kerényi József Péter
Kerényi József Péter (Kispest, 1939. november 27. – 2016. március 10.) Kossuth-díjas magyar építész, egyetemi tanár, országgyűlési képviselő (1980–1985).

## Visszaemlékezései
„Külvárosi gyerek voltam, a századfordulón munkások, tisztviselők számára épült, kispesti Wekerle-telepen nőttem fel. Emberhez méltó otthonok voltak ezek, lakásonként kertecskékkel, előttük fásított utcákkal. A világon is párját ritkította ez akkoriban. Akik itt éltek környezetüktől is megtanulták mások tiszteletét, s hogy nemcsak kertjük virágaira, bokraira, de a környék fáira is vigyázni kell. Abban a lakónegyedben tanultam meg szeretni egy életre magas házakon is a cseréptetőt."

## Életpályája
Tanulmányait 1958-1963 között a BME Építész karán végezte. 1963-64-ben az OMF mérnöke, majd 1964-84 között a Bács-Kiskun Megyei Tervező Vállalat (BÁCSTERV) tervezője, később főépítésze volt. Nevéhez fűződik a kecskeméti főtéren álló, és a mai Kéttemplom közbe nyúló bazársor elbontása, a Kodály Intézet megvalósulása 1973-ban, a volt ferences kolostorépületben. Munkájának köszönhető, hogy ma a Tudomány és Technika háza megvalósult a volt Zsinagógában, megtartva az épület eredeti arculatát. Ő mentette meg a „Szalagház” mögötti Bánó házat, melyben ma a Magyar Naiv Művészek Gyűjteménye kapott helyet a Kecskeméti Katona József Múzeum keretében. Jelentős eredményeként tekinthető a Széchenyi és az aradi vértanúk tiszteletére kialakított park is.
Ezen időben készítette el többek között Dunavecse községközpont (1968), Tiszakécske üdülőterület (1968), Kalocsa Meszesi Dunapart üdülőterület (1969), Lajosmizse községközpont (1972) településrendezési terveit és Kecskemét Homokdombi rész beépítési tervét is. 1980. június 8-án Bács–Kiskun megye 8. sz. választókerületében országgyűlési képviselői mandátumot nyert, 1985-ig parlamenti képviselő volt. 1984-87 között a Városépítési Tervező Intézetben irodavezető. 1987-től 1995-ig a Budapesti Műszaki Egyetemen a Lakóépület Tanszék docense, 1995-től, pedig egyetemi tanára.
1990-ben megalapítja a komplex környezettervezéssel foglalkozó Kerényi Stúdió Kft.-t. A történelem és az alföldi népi építészet megbecsülésén alapuló település- és épületmegújítási munkákat, és a hely szellemét tükröző új épület- és építészeti környezetterveket készít. 2000-ben tervezi a Budai Várnegyed keleti lejtőjén az Ybl Miklós által tervezett, a második világháborúban elpusztult villa – sok szakmai vitát kiváltott – „újraépítését” és hasznosítását, 2010-re.
1981-től színpadi játéktereket és díszleteket is készít Miskolcon, Pécsett, valamint Budapest több színházában. E tevékenysége is sikeres, 1985-ben elnyeri a Kritikusok díját a legjobb színpadtervéért.
1992 óta a Magyar Művészeti Akadémia tagja, 1999-től a BME Építészmérnöki Kar Mestertestület elnöke és 2000-től Építőművészeti doktori iskola vezetője. 
„Kerényi József is nagy utat tett meg az organikus építészetben történt munkálkodásától a mai napig. Többször is hangsúlyozta, hogy az ő e körben való jelenléte annyiban különbözik Csete György és Makovecz Imre építészek irányvonalától, hogy neki első és legfontosabb szempont a tájba, az épített környezetbe való illesztés, illeszkedés tudatos felvállalása. S valóban, látható, hogy kiváló építészeti megformálásain túl számára, a terület, a település, az egész környezet jelent olyan organikus egységet, amely megszabja az egyes épületek formavilágát, léptékviszonyait, stb. Példa erre Kecskemét városfejlesztési koncepciója, melynek kialakiásában Kerényinek igen nagy, döntő szerepe volt.”
„Természetes és épített környezetünk nem választható szét. S nem mindegy, hová kerül az épület: az Alföldre, ahol egyetlen fa fontosabb, mint máshol egy egész erdő, vagy, mondjuk, nagyváros foghíjas telkére. Korunkban egyébként majd mindenki harsogni akar, nagyot akar mondani.”

## Díjai, elismerései
- Bács-Kiskun megye Művészeti Díja (1974)
- Ybl Miklós-díj (1975)
- Pro Urbe Kecskemét-díj (1984)[6]
- Sir Robert Matthew-diploma, Párizs (1985)
- Kritikusok díja (1985)
- Az év díszlettervezője (1986)
- Pro Merito, Városépítési Tervezőiroda (1987)
- Kossuth-díj (1992)
- Az Amerikai Építészeti Intézet „Nagydíja” (International Architectural Design Award, Washington 1992)
- Prima Primissima díj (2005)
- Kada Elek-díj (2007)[7]
- Bács-Kiskun Megyei Prima-díj jelölt (2008)[8]

## Művei[9]
- 1967-1971. Bácsalmási Művelődési Ház
- 1968-1970. Nagykőrösi konzervgyár 3000 adagos konyha
- 1969-1971. Baja 10 tantermes iparitanuló iskola
- 1969- Kecskemét, Pannónia Rajzfilmstúdió
- 1971-1973. Felsőszentiván. Gyermekotthon
- 1971-1974. Kunadacs. Kápolna
- 1971-1973. Kecskemét. Szobrász műteremház
- 1972. Kecskemét. 1971-ben, repülőgép-szerencsétlenségben elhunyt Magyar Szocialista Munkáspárt (MSZMP) országos, Bács-Kiskun megyei és tanácsi küldöttei síremléke [halott link]  Archiválva 2016. március 4-i dátummal a Wayback Machine-ben[10]
- 1972-1974. Bugac. Pásztormúzeum
- 1972-1975. Kiskunfélegyháza. 16 tantermes általános iskola
- 1973-76-82 Kecskemét, Kápolna u. 13. Keramikus lakóház és stúdió
- 1975. Kiskunhalas. Három tavasz – felszabadulási emlékmű[11]
- 1977. Kecskemét. Kodály Intézet Könyvtár
- 1978-1980. Pusztavacs. Jeltorony [halott link]
- 1978-1980. Lakitelek. Üdülő
- 1979-1982. Kiskunmajsa. Ravatalozó
- 1979-1982. Kecskemét, Gáspár András u. 1. Játékmúzeum
- 1979-1982. Kecskemét, Liszt Ferenc u. 11. (a volt Hankovszky-ház felhasználásával) Rajzfilmstúdió
- 1984. Cegléd. Magyarok Nagyasszony római katolikus kápolna és környezete
- 1982-1985. Szank Béke u. 40/B. Képtár és gyermekkönyvtár

### Meglévő épületek korszerűsítése és hasznosítása
- 1965-1974. Kecskemét. Rákóczi út 2 (volt zsinagóga korszerűsítése és átalakítása) Tudomány és Technika háza  Archiválva 2016. március 5-i dátummal a Wayback Machine-ben
- 1965-1974. Kecskemét. Kéttemplomköz 1 (volt ferences kolostor korszerűsítése és átalakítása) Kodály Intézet
- 1971-1976. Kecskemét (volt Nyomda utca) Kéttemplomköz sétálóutca
- 1973-1976. Kecskemét, Gáspár A. u. 11. Naiv Művészek Háza (volt Bánó ház) [12]
- 1974-1977. Kalocsai Művelődési ház. (volt Nagyszeminárium épületének korszerűsítése és átalakítása)
- 1980-1984. Szekszárd. Szent István tér 10. (volt Zsinagóga korszerűsítése és átalakítása. 1890. Tervezte: Hans Petschnigg grazi műegyetemi tanár ) Babits M. Művelődési ház és Művészetek Háza  Archiválva 2009. április 12-i dátummal a Wayback Machine-ben
- 1981-1984. Majk. (volt kammalduli szerzetesek cellalakásainak hasznosítása) Üdülőházak
- 1995-2010. Budapest, I. Csónak utca 1-3. (volt Lónyai-, később Hatvany-villa. Tervezte: Ybl Miklós 1871) Rendezvény központ. (2008. Módosított építési engedély Képzőművészeti Galéria és étterem.)

### Látvány- és díszlettervei
- 1983. B. Vian: Mindenkit megnyúzunk. (Miskolci Nemzeti Színház)
- 1983. Kardos G. György: Villon és a többiek. (Miskolci Nemzeti Színház)
- 1984. B. Brecht: Koldusopera. (Miskolci Nemzeti Színház)
- 1984. Czako Gábor: Karcsi (Kecskeméti Katona József Színház)
- 1984. Vándorfy L: Lukács Evangéliuma. (Kecskeméti Katona József Színház)
- 1985. W. Shakespeare: Ahogy tetszik (Miskolci Nemzeti Színház)
- 1985. Füst Milán: Negyedik Henrik király (Miskolci Nemzeti Színház)
- 1985. Gáli József: Daliás idők. (Miskolci Nemzeti Színház)
- 1986. Weöres Sándor: A kétfejű fenevad. (Miskolci Nemzeti Színház)
- 1987. K. Büchner: Danton halála (Miskolci Nemzeti Színház)
- 1988. Sarkadi Imre: Oszlopos Simeon. (Miskolci Nemzeti Színház)
- 1988. G.B.Shaw: Pygmalion. (Egri Gárdonyi Géza Színház)
- 1989. Osztrovszkij: Tehetségek és tisztelők. (Egri Gárdonyi Géza Színház)
- 1992. W. Shakespeare: A velencei kalmár (Pécsi Nemzeti Színház)
- 1992. Bond: Kinn vagyunk a vízből. (Pécsi Nemzeti Színház)
- 1993. Boris Vian: Medúzafő. (Miskolci Nemzeti Színház)
- 1995. Arrabal: Az építész és az asszír császár (Budapesti Katona József Színház)
- 1995. Osztrovszkíj. Erdő. (Budapesti Nemzeti Színház)
- 1996. Swajda Gy: Mari. (Pécsi Nemzeti Színház)
- 1998. Fábián L.: Levéltetvek. (Miskolci Nemzeti Színház)
- 1998. Andrejev: Aki a pofonokat kapja. (Miskolci Nemzeti Színház)
- 1998. Miller A.: Pillantás a hídról. (Győri Kisfaludy Színház)
- 2001. Szophoklész: Oedipus király (Budapesti Katona József Színház)
- 2007. Shakespeare előadóest. (Szolnoki Szigligeti Színház)
- 2008. Gogol: A revizor. (Székesfehérvári Vörösmarty Színház)

### Publikációi
- A kecskeméti főtér. (Művészet ‘76 évkönyv Budapest, 1977)
- „Recycling” Eine der gut Bewährten theoretischen und praktischen Methoden der Umweltgestaltung des Menschen, (Szófia Építészeti Szeminárium. 1978)
- Haus der Wissenschaft und Technik in Kecskemét (Bauten der Kultur, 1978/3 Berlin)
- Jeltorony, Pusztavacs (Művészet ‘78 évkönyv, Budapest, 1979)
- Musikpädagogisches Istitut „Zoltán Kodály” in Kecskemét. (Bauen der Kultur, 1997/4 Berlin)
- Stadterinnerung in Kecskemét Beispiel einer „Sichtbaren Stadtgeschichte” des Bauende Menschen, (Neue Heimat, 1981/5. West-Berlin)

### Képgaléria
Új épületek:

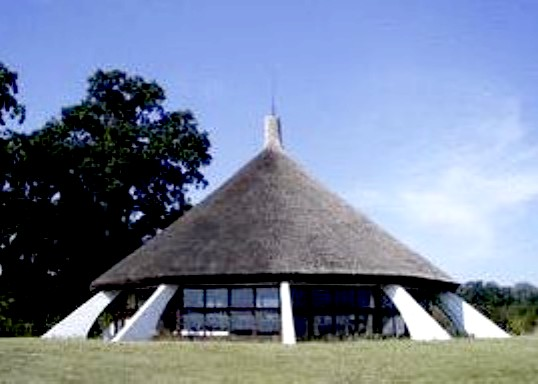
Bugac, Pásztormúzeum 1972-74
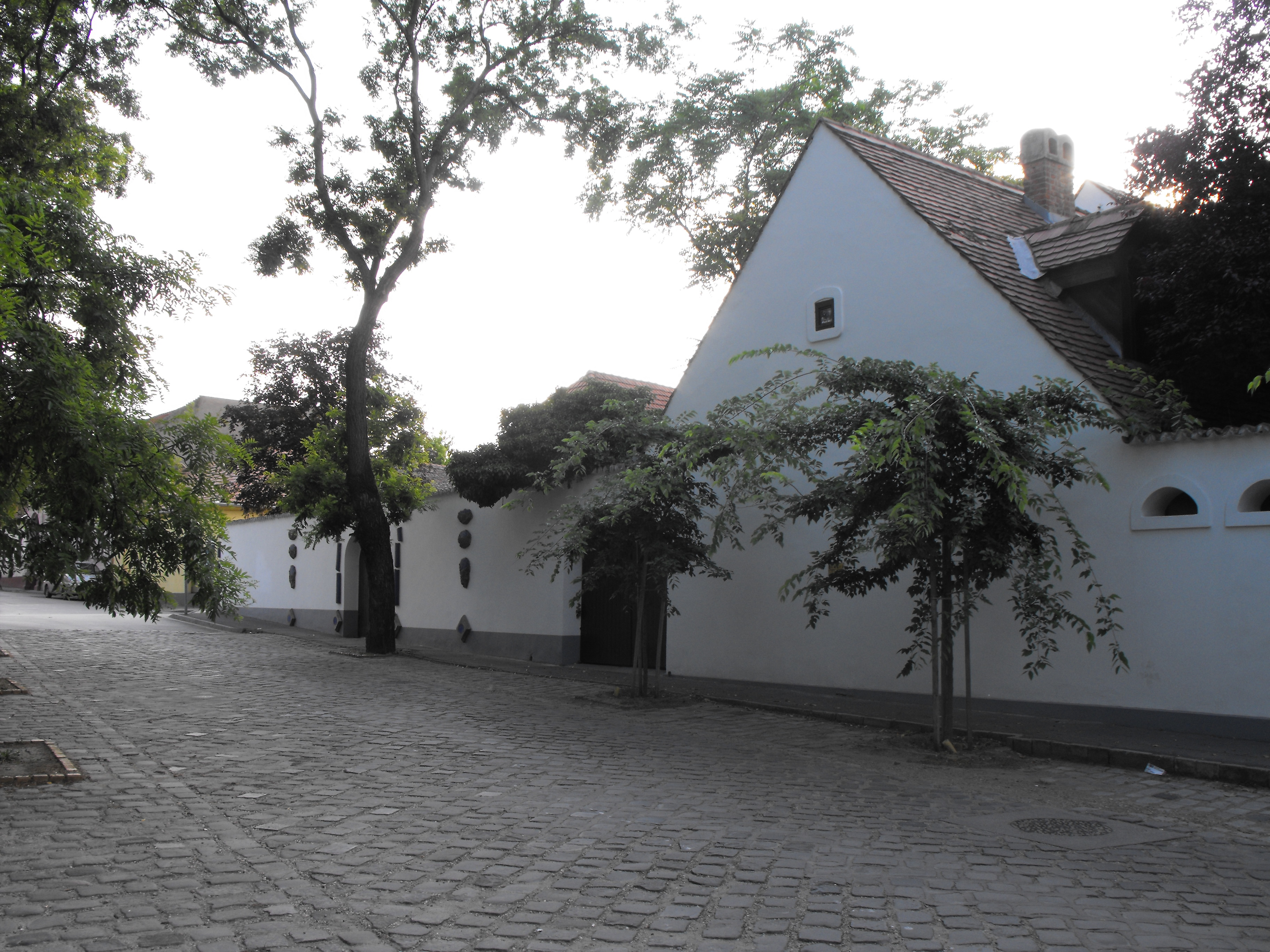
Kecskemét Kerámia stúdió 1973-82
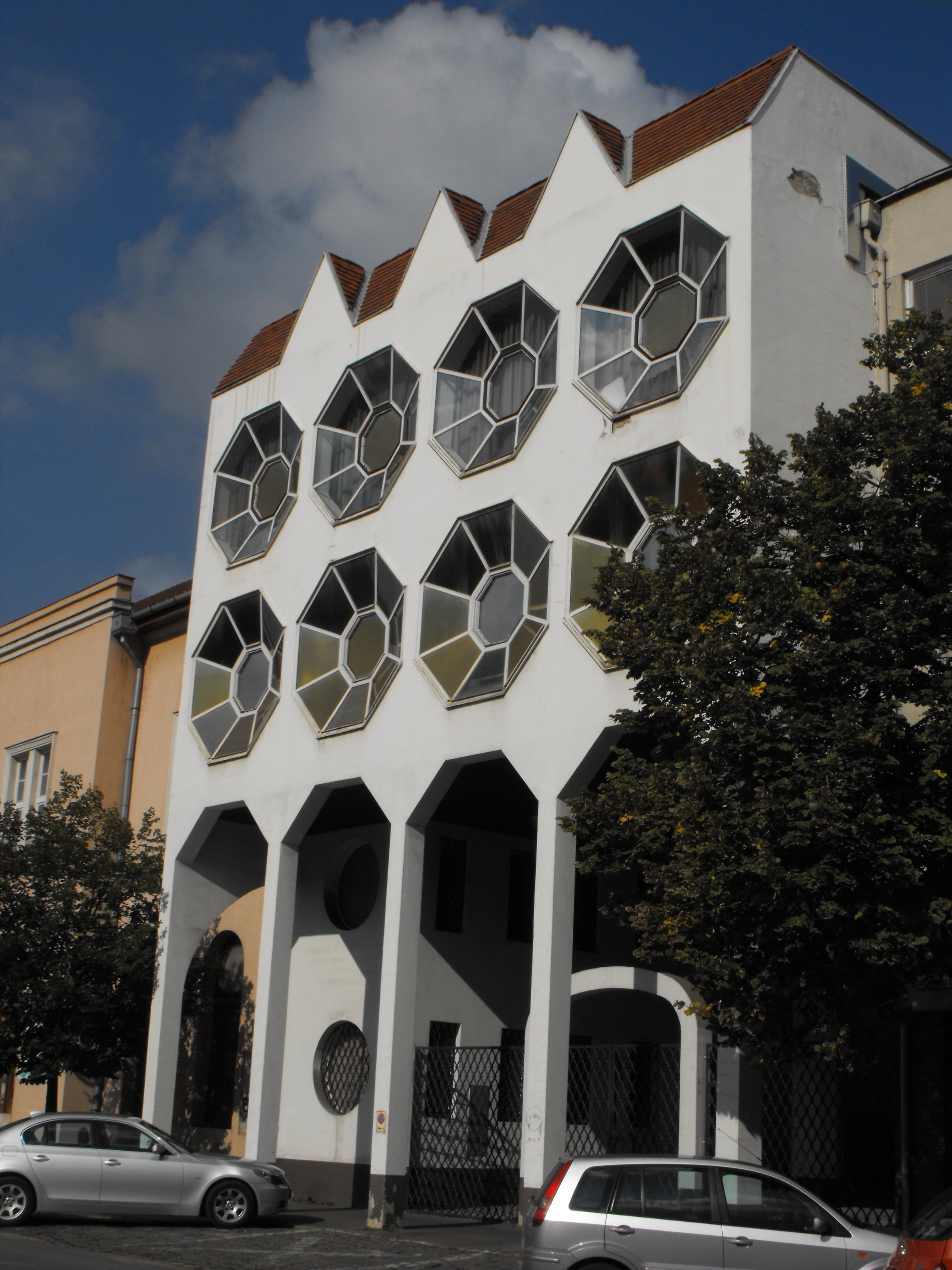
Kecskemét. Kodály Intézet könyvtára 1977
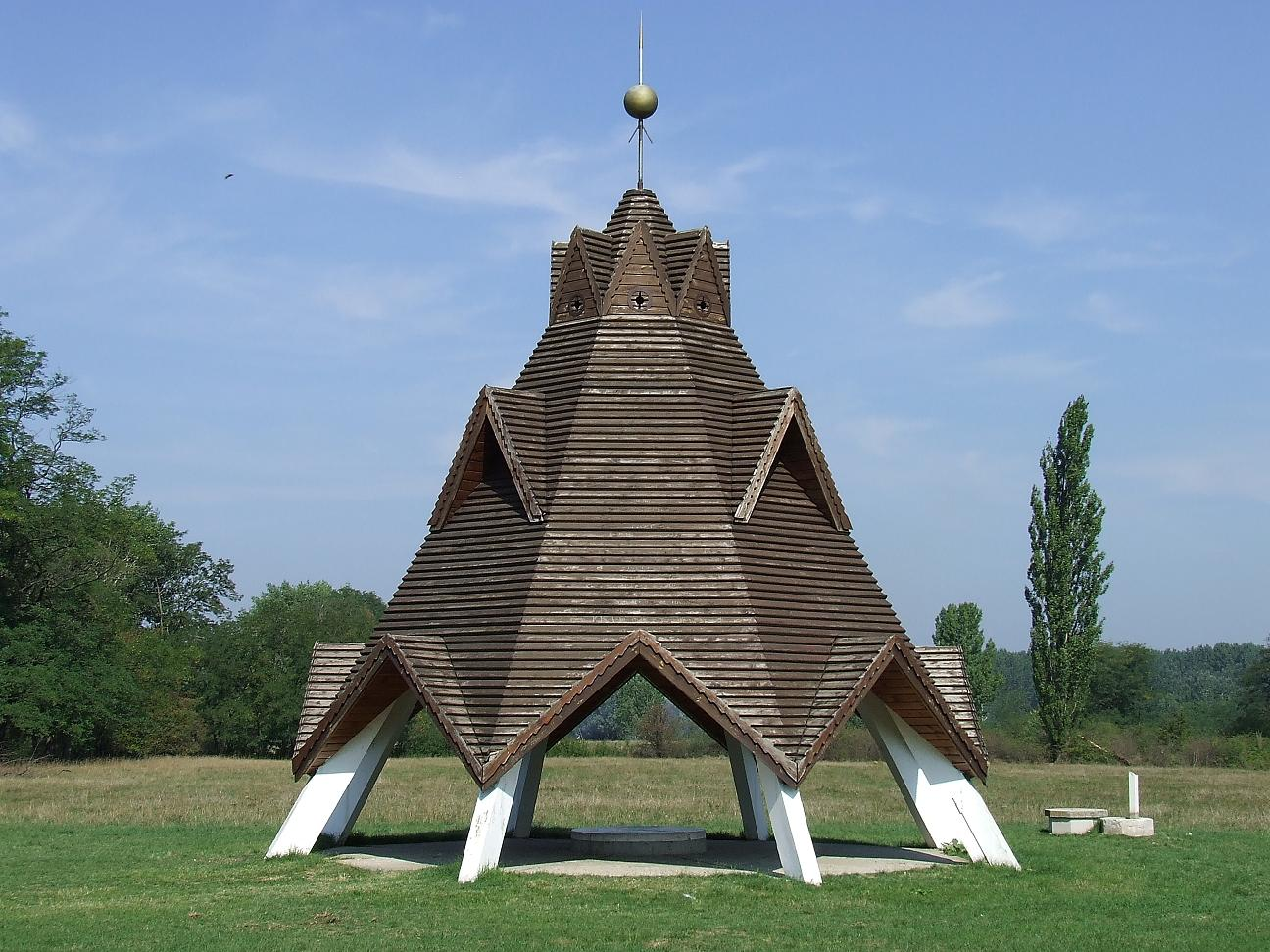
Pusztavacs Jeltorony. 1978-80
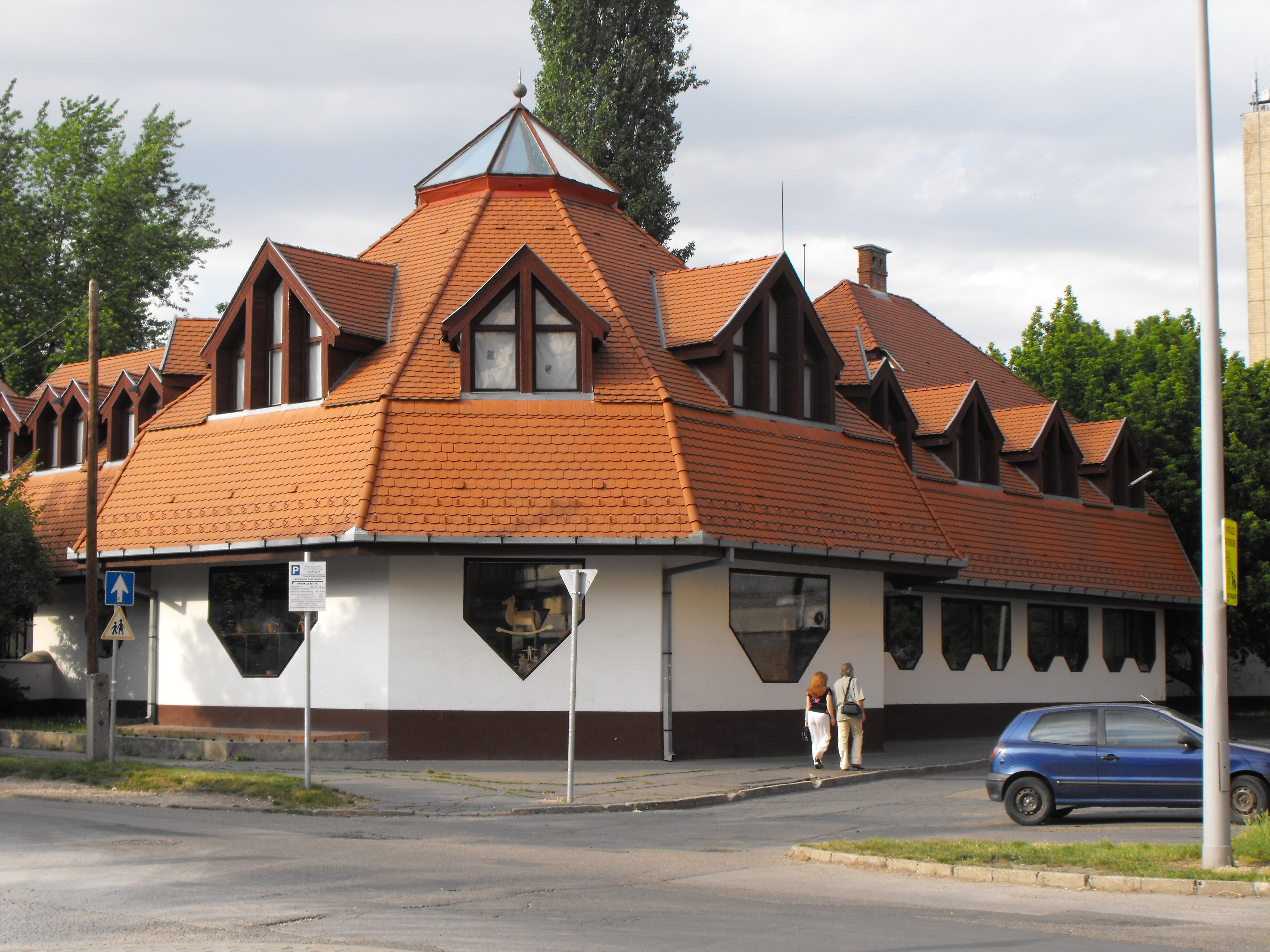
Kecskemét Szórakatémusz Játékház 1979-82
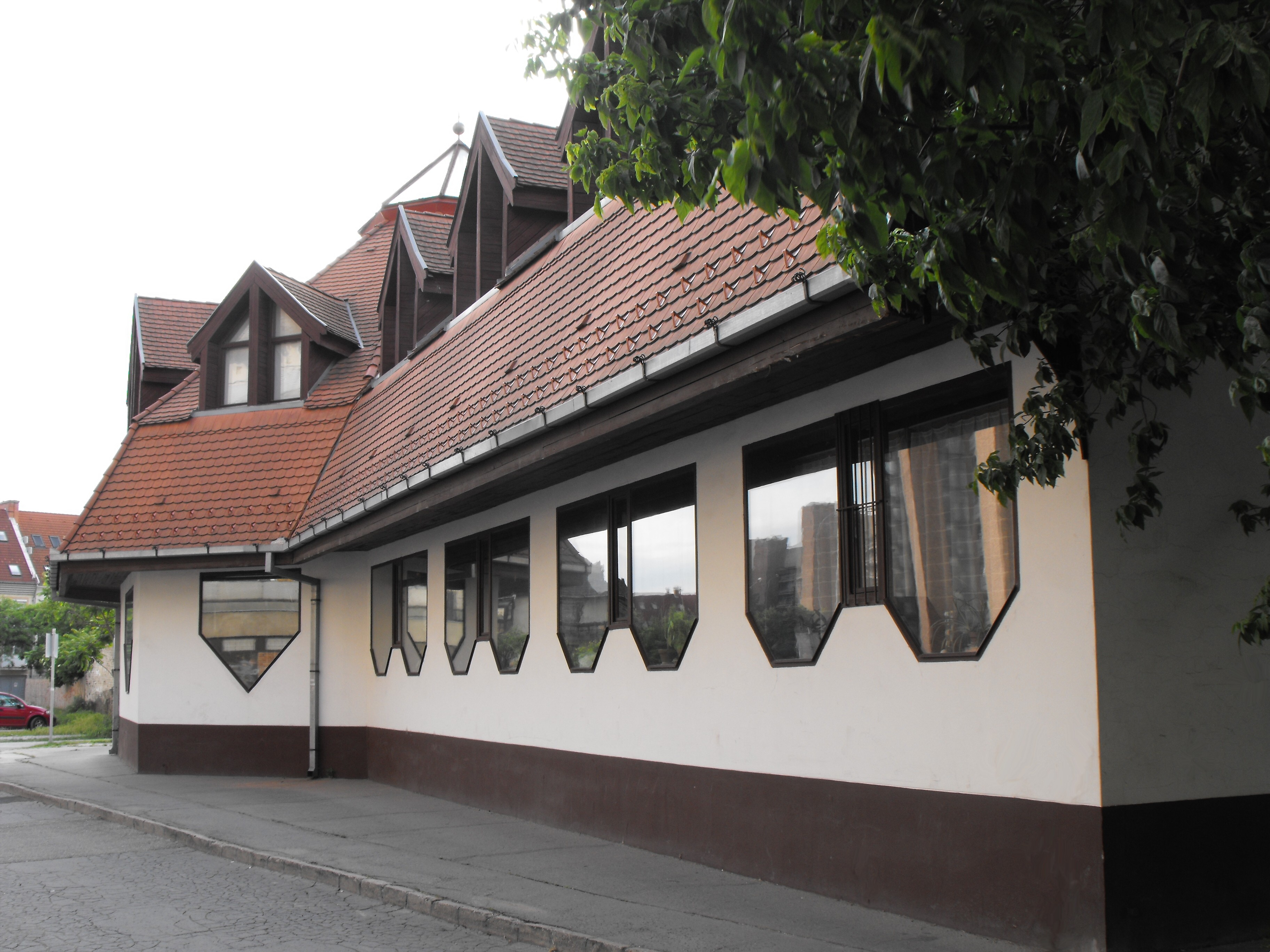
Kecskemét Szórakatémusz Játékház 1979-82
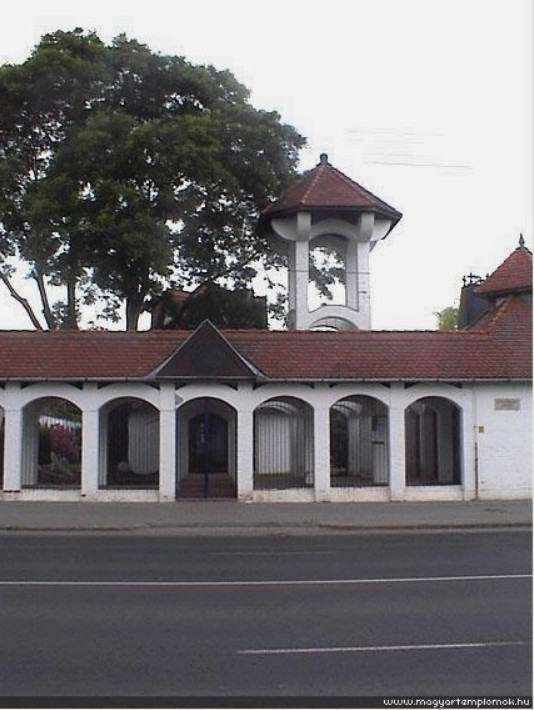
Ceglédi Magyarok Nagyasszonya kápolna 1984 *
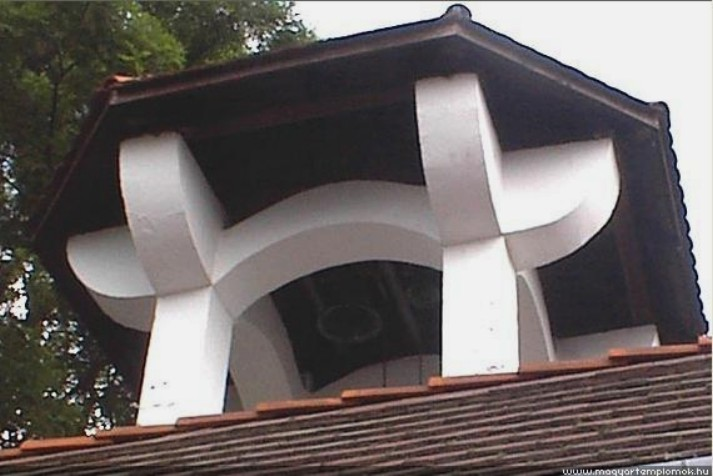
Ceglédi Magyarok Nagyasszonya kápolna Részlet *

Meglévő épületek korszerűsítése és hasznosítása:

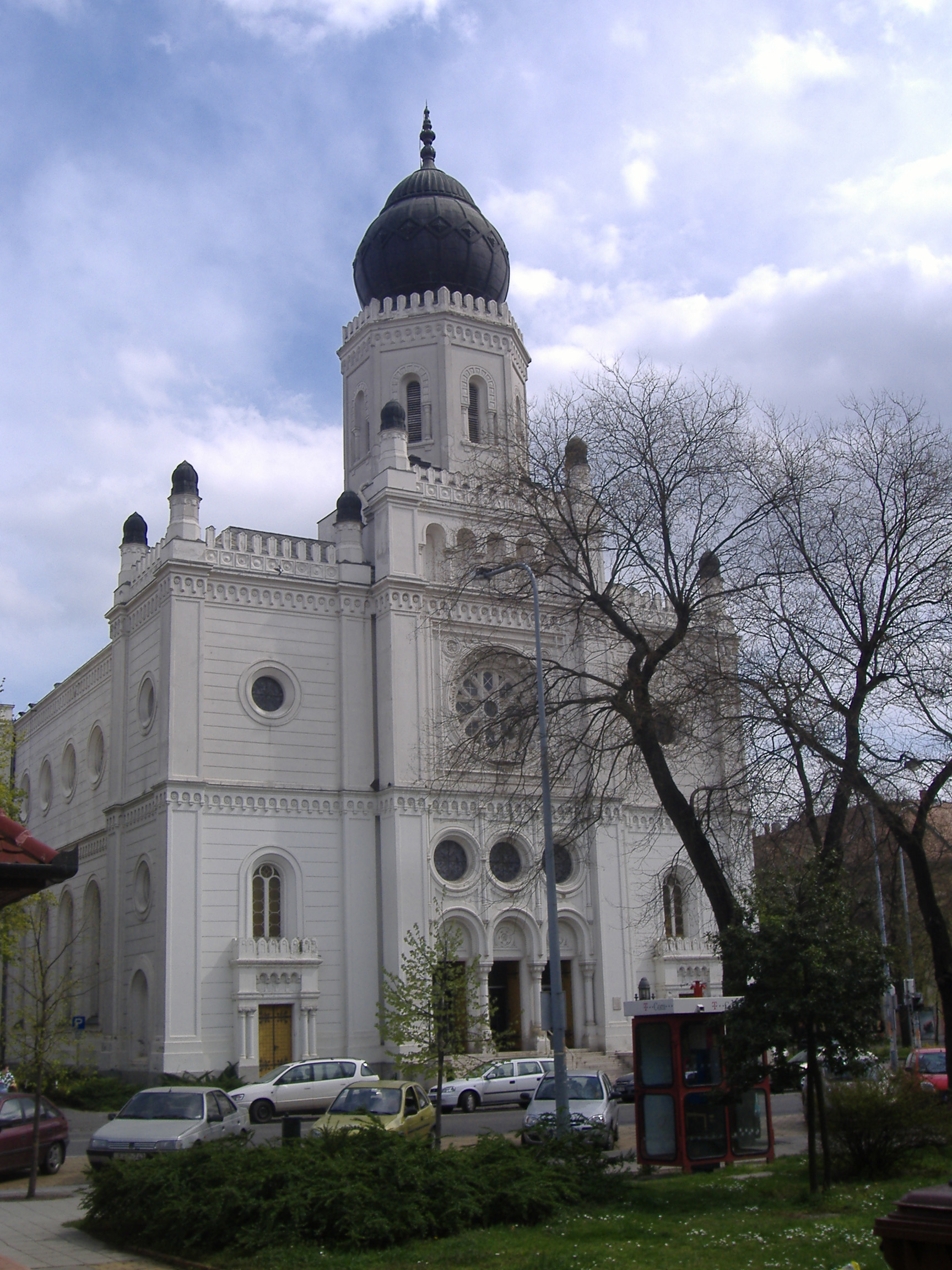
Kecskemét Zsinagóga átalakítás. Technika háza 1965-74
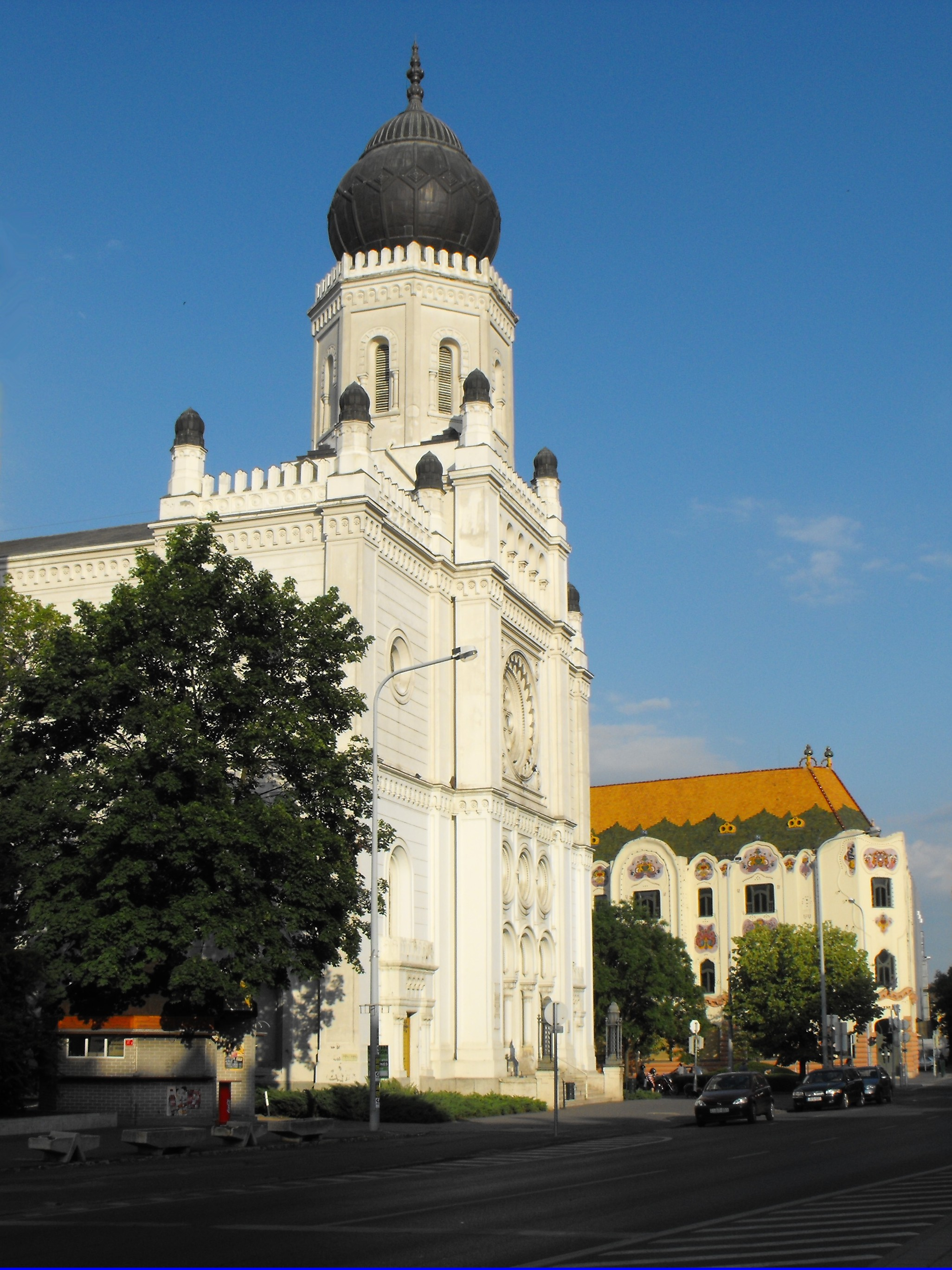
Kecskemét Technika háza 1965-74
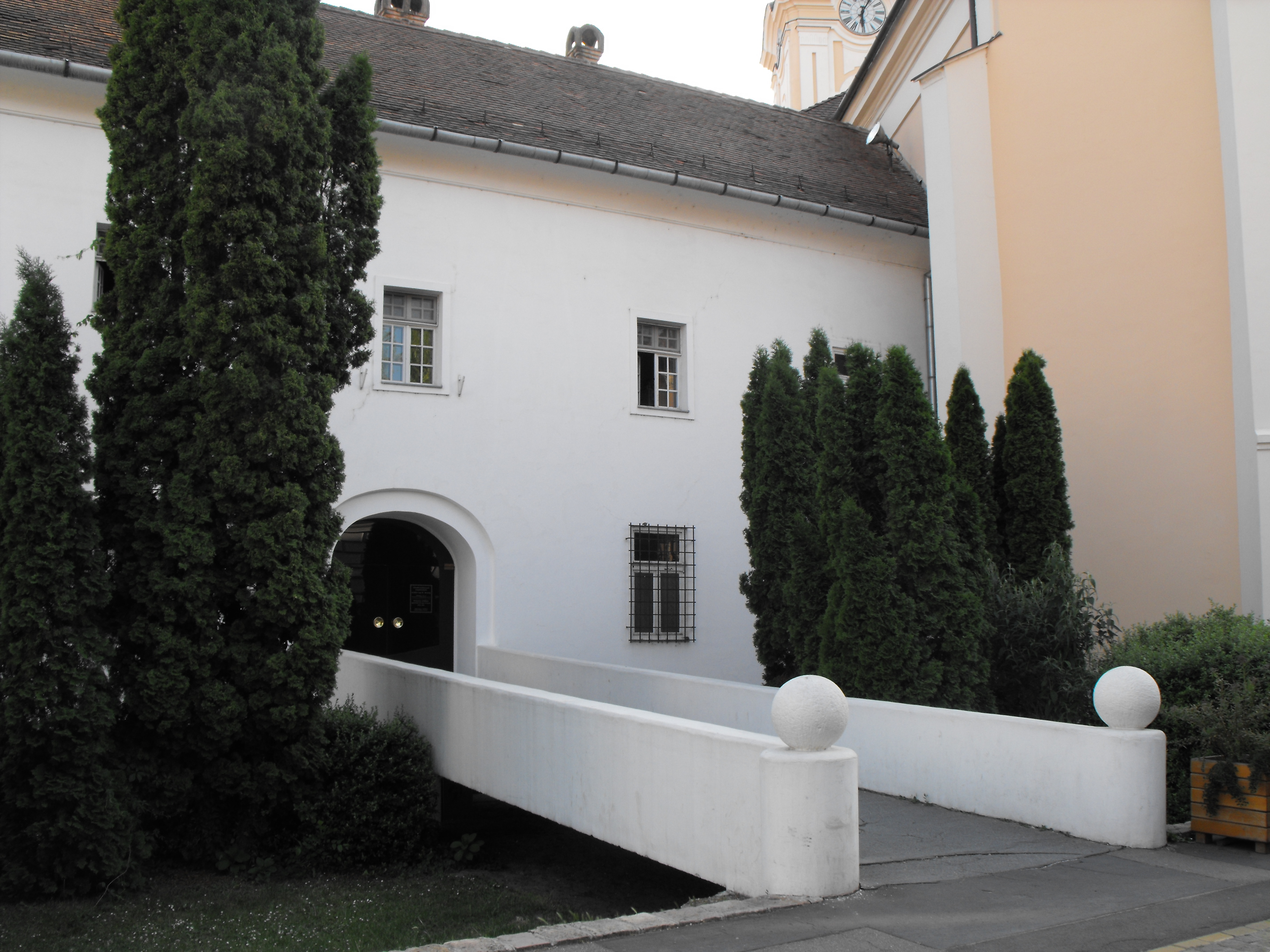
Kecskemét (volt Ferences kolostor) Kodály Intézet 1965-74
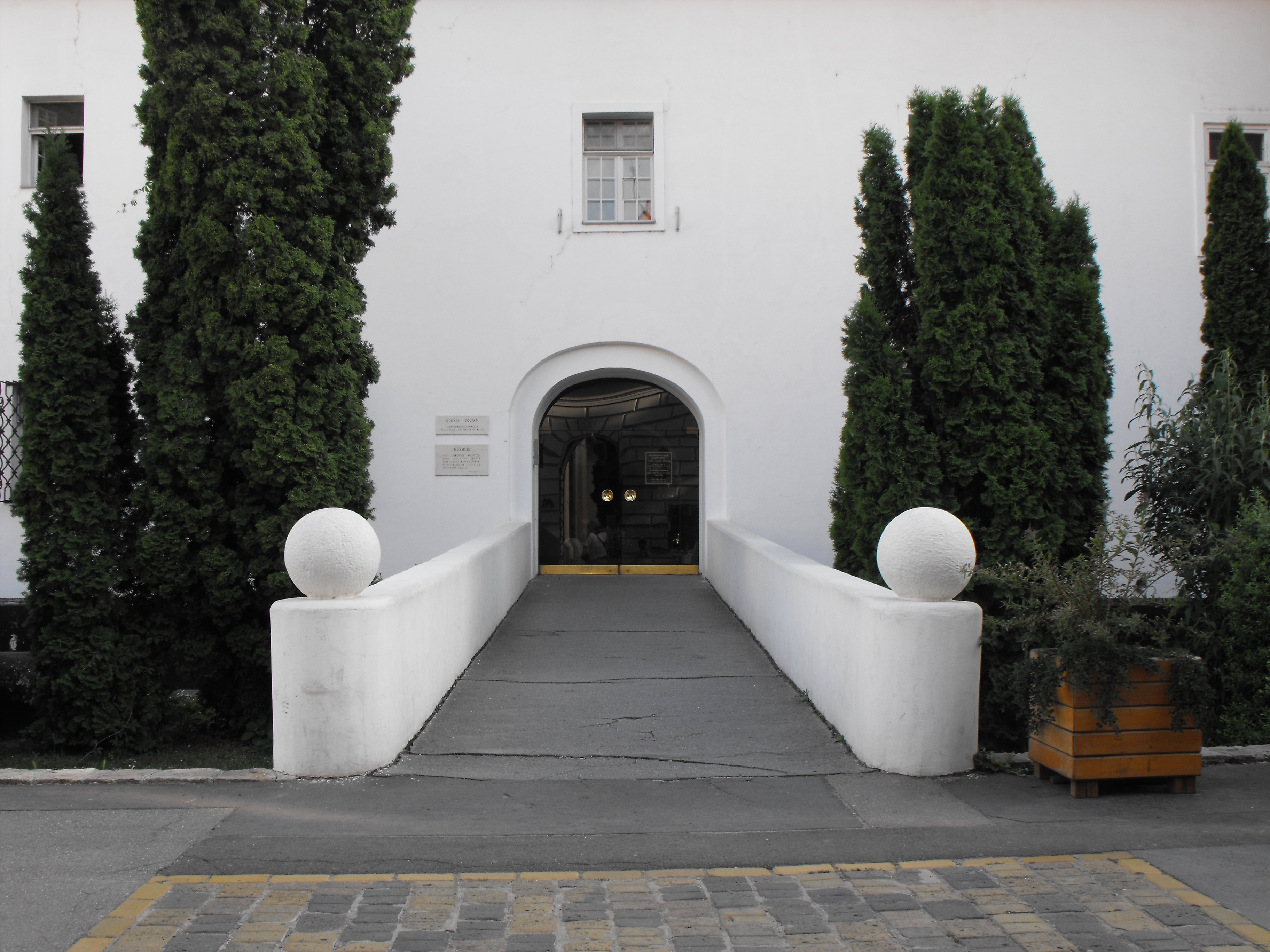
Kecskemét Kodály Intézet főbejárat
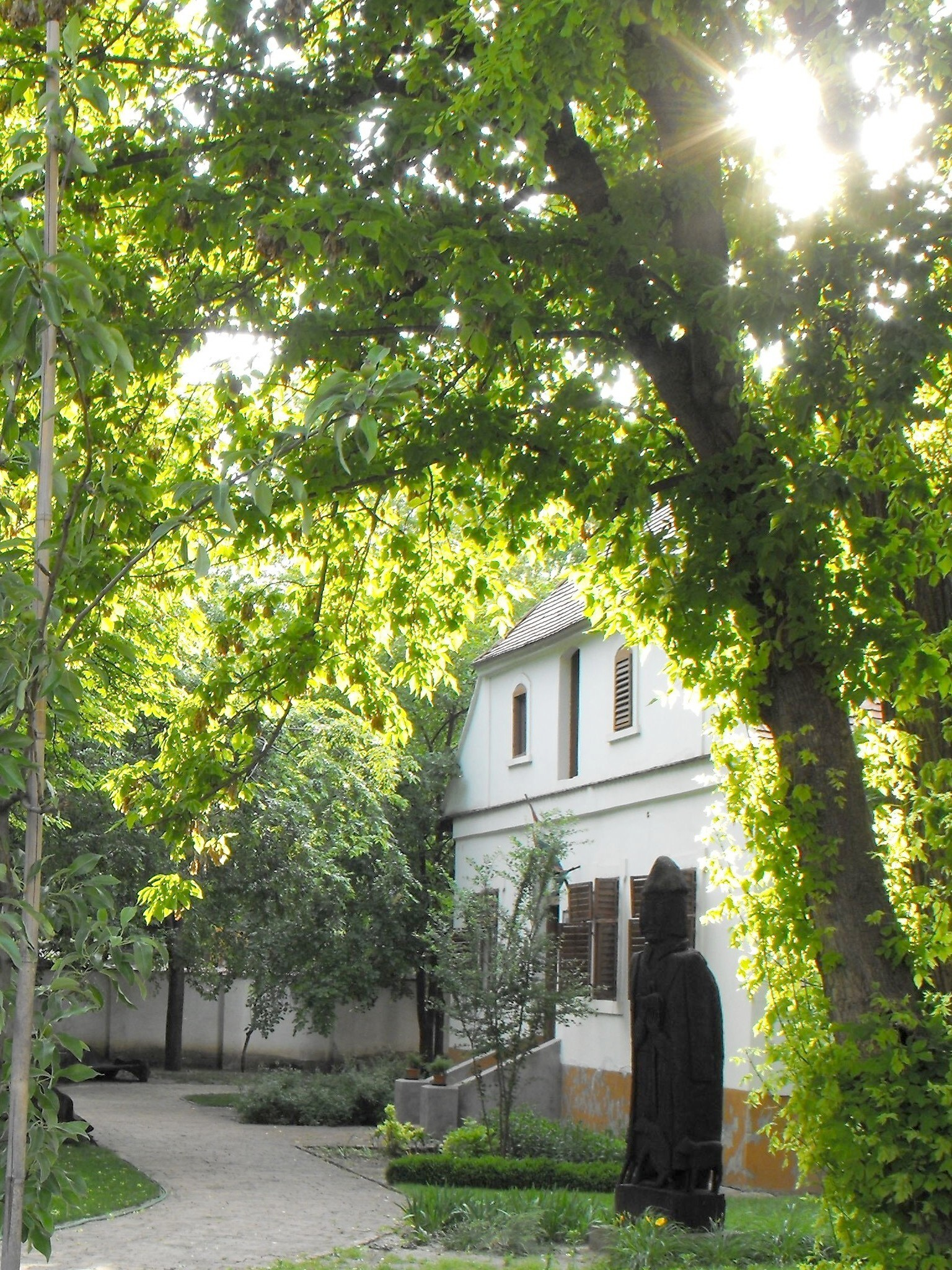
Kecskemét (volt Báno-ház) Naiv Művészek Múzeuma 1973-76
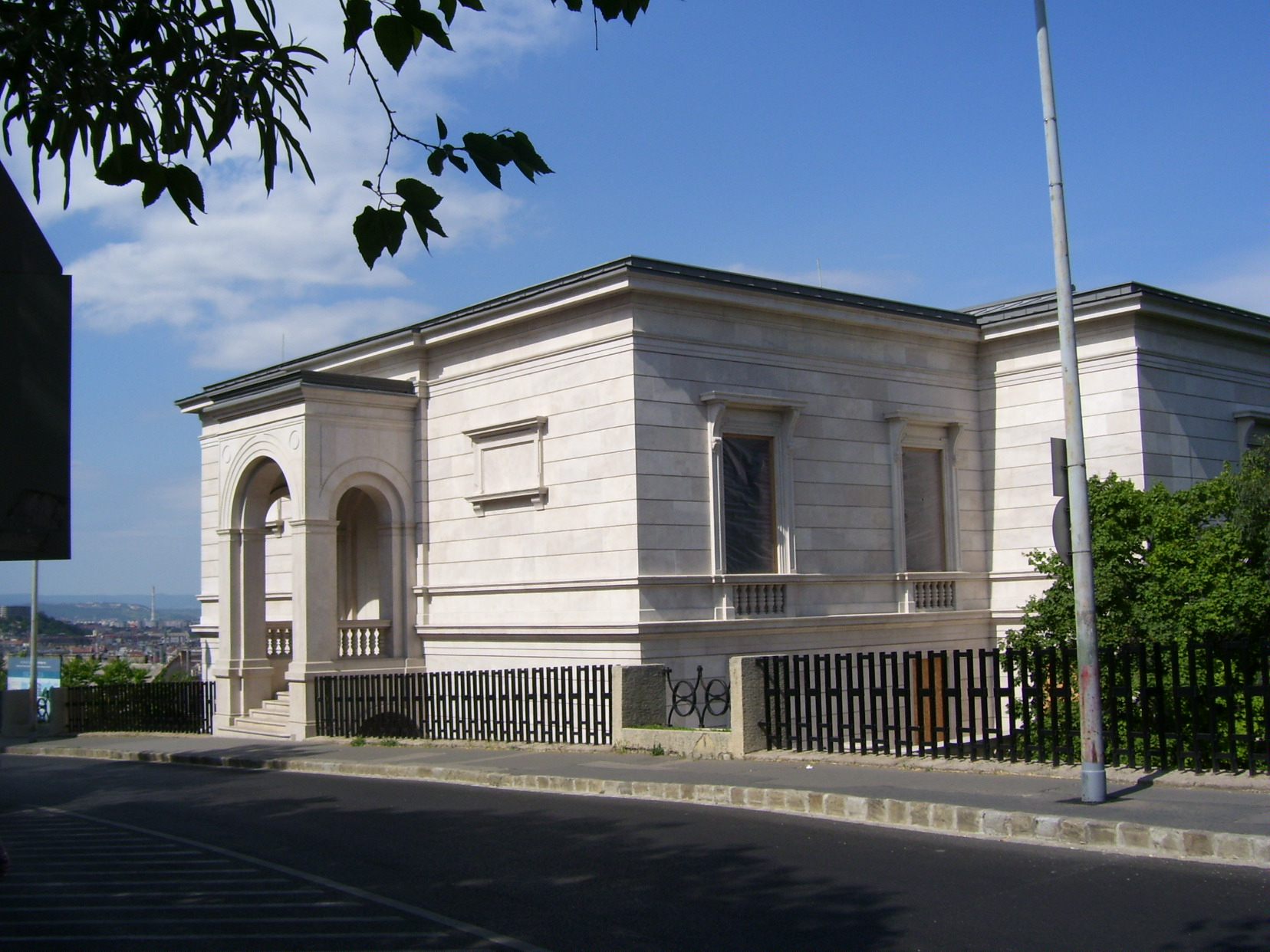
Bp I. Csónak utca 1-3 Rendezvényözpont építés alatt
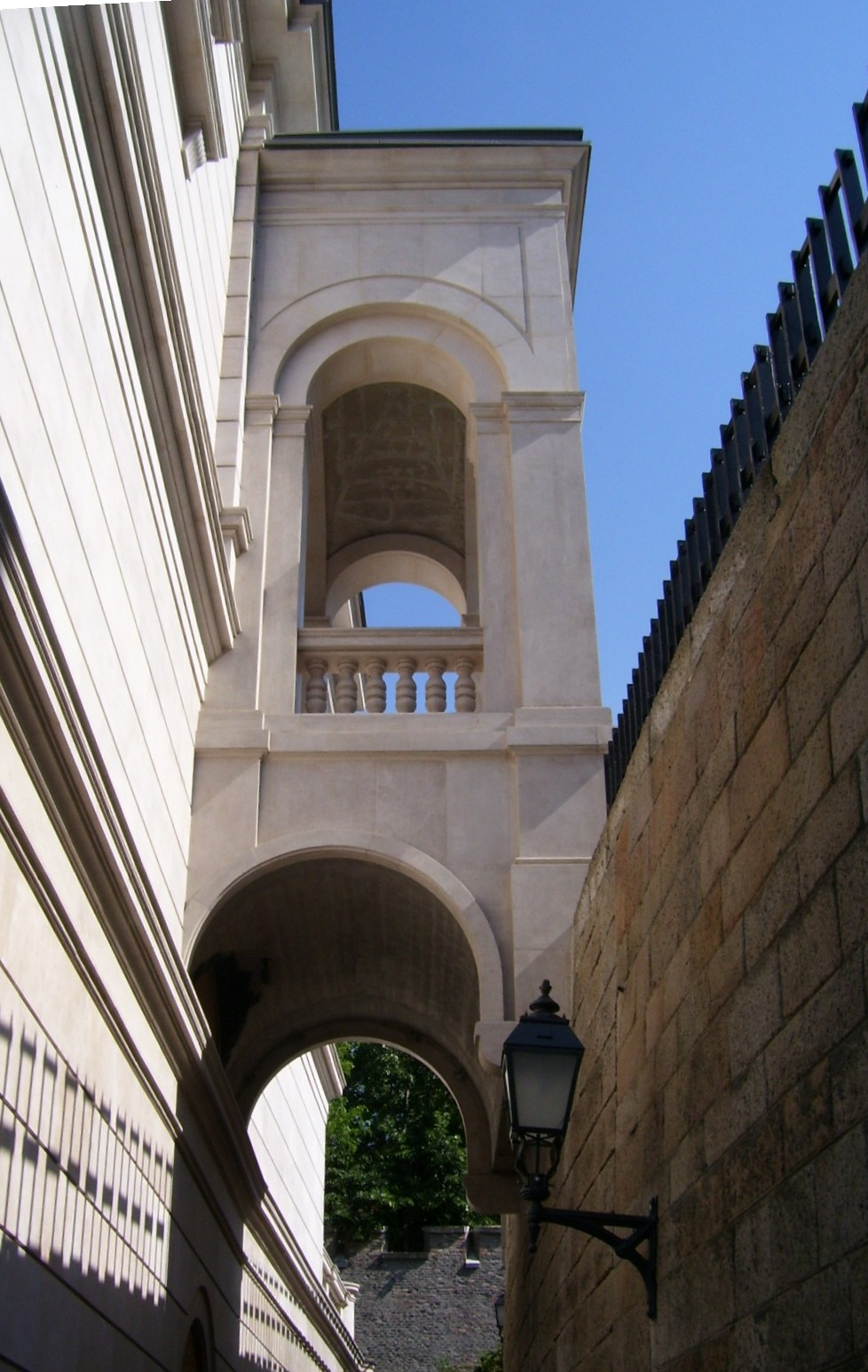
Bp.I. Csónak utca 1-3 Rendezvényközpont részlete